# Polytela aethiopica
Polytela aethiopica là một loài bướm đêm trong họ Noctuidae.